# Inti Chavez Perez
Inti Raymi Chavez Perez, född 12 december 1984, är en svensk sexualupplysare, journalist och författare. 
Under tonåren var han med i redaktionen för tidningen Ponton. Senare utbildade han sig till journalist och arbetade bland annat för Gringo, Metro, Sveriges Radio, Sveriges Television och Aftonbladet. Han är även studerat andrologi och är verksam som sexualupplysare och föreläsare, särskilt inriktad på pojkar och unga män.
År 2008 var Chavez Perez redaktör för Pittstim, en antologi om mansrollen med texter av 15 unga män. Två år senare debuterade han som författare med boken Respekt – en sexbok för killar. Boken belönades med debutantpriset Slangbellan med följande motivering: ”På ett klart och enkelt språk reder Inti Chavez Perez ut de krångligaste sexuella frågor och fördjupar sig i de känsligaste ämnen, med frimodighet, humor och stenhård koll.”
Han har även gett ut böckerna Lätta sexboken och Jag och du på lätt svenska, båda med illustrationer av Sara Teleman.